# Gunung Kruengjuk
Gunung Kruengjuk är ett berg i Indonesien.   Det ligger i provinsen Aceh, i den västra delen av landet, 1 700 km nordväst om huvudstaden Jakarta. Toppen på Gunung Kruengjuk är 1 850 meter över havet, eller 115 meter över den omgivande terrängen. Bredden vid basen är 2,4 km.
Terrängen runt Gunung Kruengjuk är huvudsakligen kuperad, men söderut är den bergig.Runt Gunung Kruengjuk är det mycket glesbefolkat, med 3 invånare per kvadratkilometer. I omgivningarna runt Gunung Kruengjuk växer i huvudsak städsegrön lövskog.